# Tobias Menzies
Tobias Menzies (født 7. marts 1974) er en engelsk skuespiller, som bedst er kendt for sin rolle som Brutus i TV serien Rome.
Tobias blev født i London. Han dimitterede fra the Royal Academy of Dramatic Art i 1998 og begyndte sin karriere som skuesppiler i populære engelske TV serier, herunder Kriminalkommissær Foyle (Foyle's War), Kriminalkommissær Barnaby (Midsomer Murders), og Skadestuen (Casualty). Tobias Menzies spiller også henholdsvis Frank Randall og Jack Randall i tv-serien Outlander, der er baseret på bestsellerbøgerne af samme navn, skrevet af forfatteren Diana Gabaldon.
Han havde en stor filmrolle i The Low Down med Aidan Gillen og havde en lille rolle i James Bond-filmen fra 2006, Casino Royale. I 2007 optrådte Menzies som William Elliot i ITV's produktion af Jane Austen's klassiske bog Kærlighed og svaghed.

## Eksterne kilder
- Tobias Menzies på Internet Movie Database (engelsk)
- Tobias Menzies på Scope
- Tobias Menzies på Svensk Filmdatabas (svensk)
- Tobias Menzies på AlloCiné (fransk)
- Tobias Menzies på AllMovie (engelsk)
- Tobias Menzies på Rotten Tomatoes (engelsk)
- Tobias Menzies på The Movie Database (engelsk)